# Tibro (comune)
Tibro è un comune svedese di 10 569 abitanti, situato nella contea di Västra Götaland. Il suo capoluogo è la cittadina omonima.

## Località
Nel territorio comunale sono comprese le seguenti aree urbane (tätort):
- Fagersanna
- Tibro